# Династія Гуптів

Імперія Гуптів

Династія Гу́птів — династія, що правила в Північній Індії в 4-6 столітті імперією Гуптів із столицею в Паталіпутрі, Походження династії Гуптів викликає ряд суперечок. Проте, загальноприйнято вважати, що засновником династії став Гупта (Шрі-Гупта — «вельмишановний Гупта»), який вийшов з дрібних князів Магадхи.

## Розвиток династії

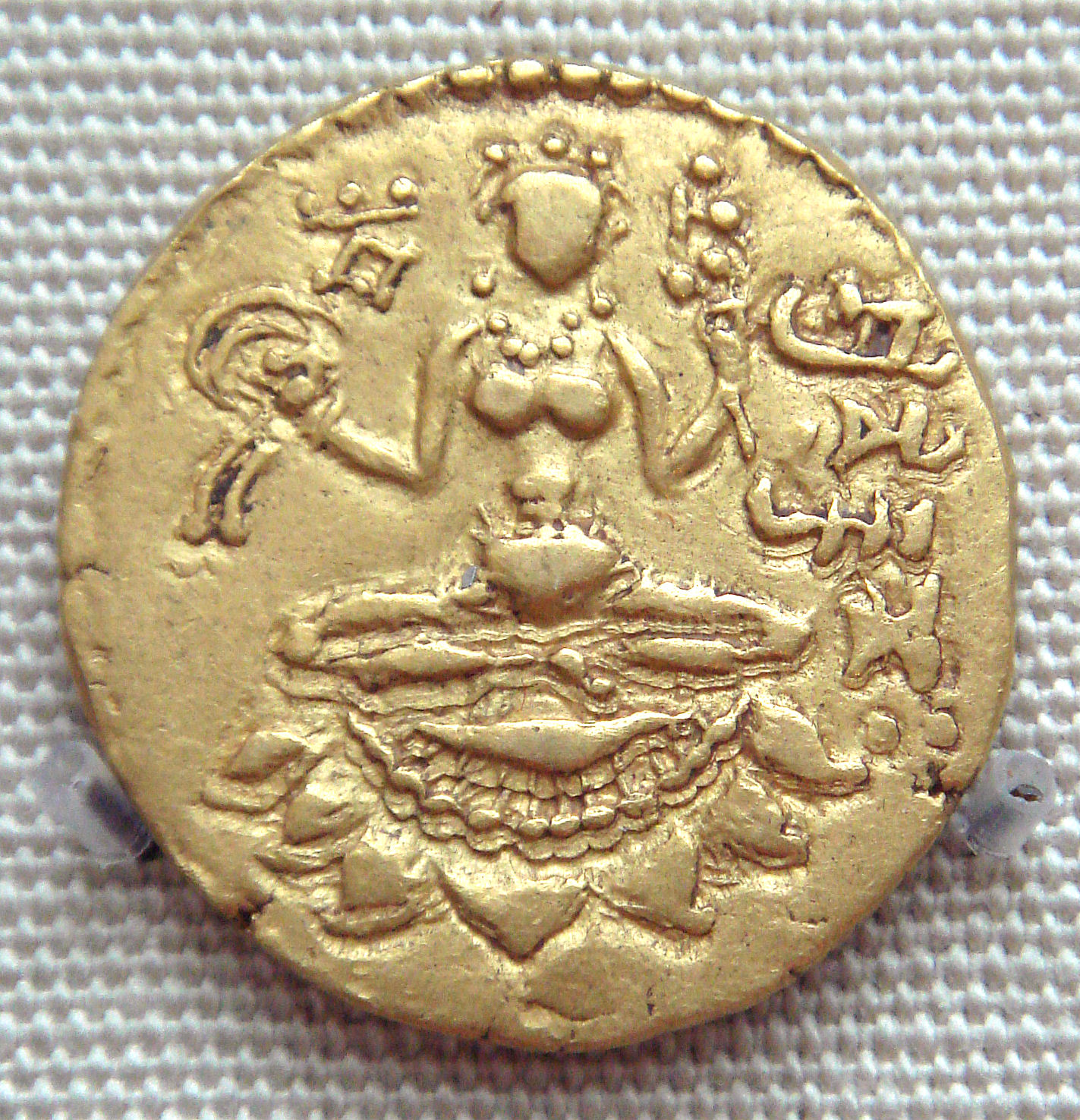
Монета Чандрагупти II з ім'ям царя

При Чандрагупті І, внукові Шрі-Гупти, що правив в 320 — близько 340 рр. і прийняв імператорський титул, почалося утворення держави Гуптів. Самудрагупта і Чандрагупта ІІ Вікрамадітья (правив близько 380–414 рр.) підкорили всю Північну Індію, крім Кашміру, Західного Пенджабу і Раджпутани. Самудрагупта здійснив також військовий похід в Декан і Південну Індію. Скандагупта (5 століття) вів важку боротьбу з племенами Пушьямітри в Західній Індії та з ефталітами на північно-західному кордоні держави.
При Будхагупті почався розпад імперії Гуптів. Від неї відпали Гуджарат, Малва, на початку 6 століття ефталіти оволоділи західною частиною держави. Близько 528 р. гуптський правитель Баладітья в союзі з правителем Центральної Індії Яшодхарманом з Мандасора розбив ефталітів, і їх влада в Індії майже була знищена. Однак Гупти були настільки ослаблені війнами з ефталітами та серйозною внутрішньою кризою в державі, що не змогли запобігти остаточному розпаду. В кінці 6 століття імперія Гуптів перестала існувати.
Після розпаду імперії Гуптів, територія Індії знову подрібнилася на ряд маленьких регіональних царств. Невелике відгалуження династії Гуптів продовжувало правити Магадхою до першої половини 7 століття, коли цар Харша Вардхана остаточно покінчив з династією Гуптів і заснував свою державу — імперію Харші.

## Характеристика доби
За часів розквіту імперія відрізнялася стабільністю політичного і економічного життя. Тоді ж почалася і «золота», або «класична», доба релігії, філософії, літератури й архітектури. Цей період, за свідченням китайського буддистського монаха Фа Сяня, який подорожував Північною Індією на початку 5 століття, був відзначений процвітанням індуїзму і буддизму.

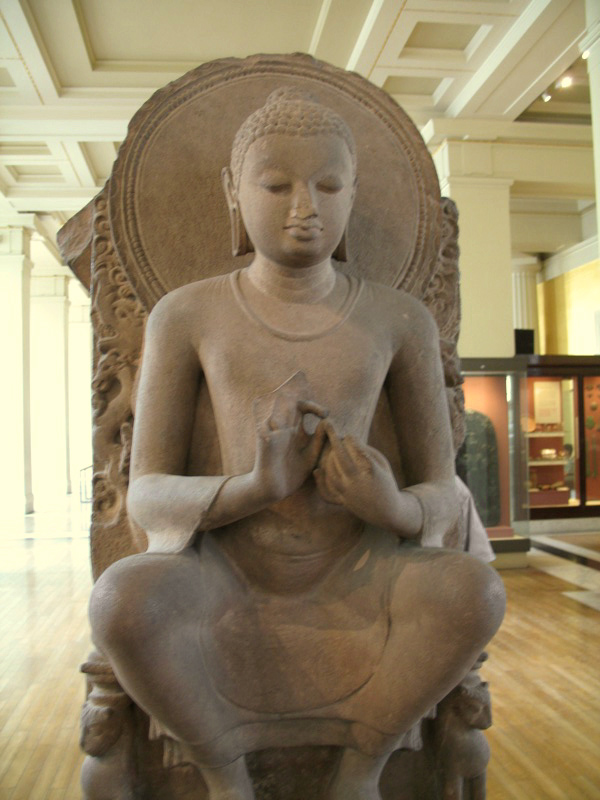
Кам'яний Будда Сарнатха

При імперському дворі говорили на санскриті. Писав свої поеми та п'єси придворний поет Калідаса.
В цей же час здійснював свої відкриття Аріабхата I — батько індійської астрономії, який довів, що Земля обертається навколо своєї осі, розрахував довжину екватора, пророкував місячні і сонячні затемнення і створив числа «нуль» і «пі». Своєю діяльністю відзначився і астроном та астролог Варахаміхіра
Філософ Васубандху (автор численних буддійських трактатів) частенько перемагав в релігійних суперечках з ерудитами інших конфесій. Оскільки розум і переконливість в ті часи цінувалися високо, за свої перемоги Васубандху отримував від уряду великі грошові призи. Так за перемогу в диспуті з представниками школи самкх'я він отримав 300 000 золотих монет і витратив їх на будівництво буддійських монастирів.
Матеріальними свідоцтвами процвітання Індії в «золотої доби» є печерні монастирі Аджанти, Делійська залізна колона, кам'яний Будда Сарнатха та ін.

## Представники династії
- Шрі-Гупта
- Гхатоткача (близько 270–320)
- Чандраґупта І (близько 320–340)
- Самудрагупта (близько 340–375/80)
- Рамагупта (Качагупта) (близько 375/380)
- Чандрагупта ІІ (близько 375/80-415/16)
- Кумарагупта I(415/16-455/56)
- Пуругупта ?
- Скандагупта (455/56-467)[3]

Відновити подальшу послідовність і дати правління окремих царів неможливо, тут наводиться найдостовірніший варіант.
- Кумарагупта II (близько 467–476)
- Будагупта (близько 477–500)
- Нарасімагупта (Баладітья) (близько 500 -?)
- Чандрагупта III?
- Вайнягупта ?
- Банугупта ?
- Пракасадітья?
- Нарасімагупта II (Баладітья) ?
- Ваджра (Пракасадітья) ?
- Кумарагупта III (близько 550)
- Вішнугупта I (др. пол. 6 століття)[3]

Гупти, князі в Мальві («пізні Гупти»): ймовірно, ця династія була бічною гілкою династії Гуптів.
- Крішнагупта кін. 5 ст.
- Харшагупта поч. 6 ст.
- Джівітагупта I
- Кумарагупта
- Дамодарагупта кін. 6 ст.
- Махасенагупта поч. 7 ст.
- Мадавагупта
- Адіт'ясена (прийняв титул імператора) сер. 7 ст.
- Девагупта кін. 7 ст.
- Вішнугупта II поч. 8 ст.
- Джівітагупта II (близько 725–731)[3]